# Sistema Takhtadjan
El sistema Takhtadjan de classificació de plantes va ser publicat per l'armeni Armèn Takhtadjan en diverses versions des de l'any 1950 cap endavant. Normalment se'l compara amb el sistema Cronquist. Admet grups parafilètics.

## Classificació
La taula següent de la classificació de les angiospermes segons Takhtadjan.
Magnoliophyta
- Classe Liliopsida
  - Subclasse Liliidae
    - Superordre Dioscoreanae
      - Dioscoreales
      - Smilacales
      - Stemonales
      - Taccales

    - Superordre Lilianae
      - Alstroemeriales
      - Amaryllidales
      - Asparagales
      - Burmanniales
      - Colchicales
      - Hanguanales
      - Hypoxidales
      - Iridales
      - Liliales
      - Melanthiales
      - Orchidales
      - Tecophilaeales
      - Trilliales
      - Xanthorrhoeales

  - Subclasse Alismatidae
    - Superordre Alismatanae
      - Alismatales
      - Aponogetonales
      - Butomales
      - Cymodoceales
      - Hydrocharitales
      - Juncaginales
      - Najadales
      - Posidoniales
      - Potamogetonales
      - Zosterales

  - Subclasse Arecidae
    - Superordre Arecanae
      - Arecales

  - Subclasse Aridae
    - Superordre Aranae
      - Acorales
      - Arales

    - Superordre Cyclanthanae
      - Cyclanthales

    - Superordre Pandananae
      - Pandanales

    - Superordre Typhanae
      - Typhales

  - Subclasse Commelinidae
    - Superordre Bromelianae
      - Bromeliales
      - Velloziales

  - Subclasse Commelinidae
    - Superordre Bromelianae
      - Bromeliales
      - Velloziales

    - Superordre Commelianae
      - Commelinales
      - Eriocaulales
      - Mayacales
      - Rapateales
      - Xyridales

    - Superordre Hydatellanae
      - Hydatellales

    - Superordre Juncanae
      - Cyperales
      - Juncales

    - Superordre Poanae
      - Centrolepidales
      - Flagellariales
      - Poales
      - Restionales

    - Superordre Pontedrianae
      - Haemodorales
      - Philydrales
      - Pontederiales

    - Superordre Zingiberanae
      - Cannales
      - Lowiales
      - Musales
      - Zingiberales

  - Subclasse Triurididae
    - Superordre Triuridanae
      - Petrosaviales
      - Triuridales
- Classe Magnoliopsida
  - Subclasse Asteridae
    - Superordre Asteranae
      - Asterales
      - Calycerales

    - Superordre Campanulanae
      - Campanulales
      - Goodeniales
      - Menyanthales
      - Stylidiales

  - Subclasse Cornidae 
    - Superordre Aralianae
      - Araliales
      - Byblidales
      - Helwingiales
      - Pittosporales

    - Superordre Cornanae
      - Aralidiales
      - Aucubales
      - Cornales
      - Desfontainiales
      - Eucommiales
      - Garryales
      - Griseliniales
      - Hydrangeales
      - Roridulales
      - Toricelliales

    - Superordre Dipsacanae
      - Adoxales
      - Dipsacales
      - Viburnales

  - Subclasse Dilleniidae
    - Überordnung Dillenianae
      - Dilleniales

    - Superordre Ericanae
      - Actinidiales
      - Bruniales
      - Diapensiales
      - Ericales
      - Fouquieriales
      - Geissolomatales

    - Superordre Euphorbianae
      - Euphorbiales
      - Thymelaeales

    - Superordre Malvanae
      - Cistales
      - Elaeocarpales
      - Malvales

    - Nepenthanae
      - Droserales
      - Nepenthales

    - Superordre Primulanae
      - Myrsinales
      - Primulales
      - Sapotales
      - Styracales

    - Superordre Sarracenianae
      - Sarraceniales

    - Superordre Theanae
      - Ancistrocladales
      - Dioncophyllales
      - Elatinales
      - Hypericales
      - Lecythidales
      - Medusagynales
      - Ochnales
      - Paracryphiales
      - Physenales
      - Theales

    - Superordre Urticanae
      - Urticales

    - Superordre Violanae
      - Batales
      - Begoniales
      - Capparales
      - Caricales
      - Cucurbitales
      - Moringales
      - Passiflorales
      - Salicales
      - Tamaricales
      - Violales

  - Subclasse Ranunculidae
    - Superordre Ranunculanae
      - Berberidales
      - Circaeasterales
      - Glaucidiales
      - Hydrastidales
      - Lardizabalales
      - Menispermales
      - Paeoniales
      - Papaverales
      - Ranunculales

  - Subclasse Hamamelididae
    - Superordre Barbeyanae
      - Barbeyales

    - Superordre Buxanae
      - Buxales
      - Didymelales
      - Simmondsiales

    - Superordre Casuarinanae
      - Casuarinales

    - Superordre Daphniphyllanae
      - Balanopales
      - Daphniphyllales

    - Superordre Faganae
      - Corylales
      - Fagales

    - Superordre Hamamelidanae
      - Hamamelidales

    - Superordre Juglandanae
      - Juglandales
      - Myricales
      - Rhoipteleales

    - Superordre Myrothamnanae
      - Myrothamnales

    - Superordre Trochodendranae
      - Cercidiphyllales
      - Eupteleales
      - Trochodendrales

  - Subclasse Lamiidae
    - Superordre Gentiananae
      - Gentianales
      - Rubiales
      - Apocynales

    - Superordre Solananae
      - Solanales
      - Convolvulales
      - Polemoniales
      - Boraginales
      - Limnanthales

    - Superordre Loasanae
      - Loasales

    - Superordre Oleanae
      - Oleales

    - Superordre Lamianae
      - Scrophulariales
      - Lamiales
      - Callitrichales
      - Hippuridales
      - Hydrostachyales

  - SubclasseNelumbonidae
    - Superordre Nelumbonanae
      - Nelumbonales

  - Subclasse Magnoliidae
    - Superordre Balanophoranae
      - Balanophorales
      - Cynomoriales

    - Superordre Lactoridanae
      - Lactoridales

    - Superordre Lauranae
      - Calycanthales
      - Chloranthales
      - Laurales

    - Superordre Magnolianae
      - Annonales
      - Aristolochiales
      - Austrobaileyales
      - Canellales
      - Eupomatiales
      - Illiciales
      - Magnoliales
      - Myristicales
      - Winterales

    - Piperanae
      - Piperales

    - Superordre Rafflesianae
      - Hydnorales
      - Rafflesiales

  - Subclasse Caryophyllidae
    - Superordre Caryophyllanae
      - Caryophyllales

    - Superordre Gyrostemonanae
      - Gyrostemonales

    - Superordre Plumbaginanae
      - Plumbaginales

    - Superordre Polygonanae
      - Polygonales

  - Subclasse Rosidae
    - Superordre Celastranae
      - Brexiales
      - Cardiopteridales
      - Celastrales
      - Icacinales
      - Metteniusales
      - Parnassiales
      - Salvadorales

    - Superordre Corynocarpanae
      - Corynocarpales

    - Superordre Fabanae
      - Fabales

    - Superordre Geranianae
      - Balsaminales
      - Biebersteiniales
      - Geraniales
      - Linales
      - Oxalidales
      - Polygalales
      - Vochysiales
      - Zygophyllales

    - Superordre Myrtanae
      - Myrtales

    - Superordre Proteanae
      - Proteales

    - Superordre Rhamnanae
      - Elaeagnales
      - Rhamnales

    - Superordre Rhizophoranae
      - Anisophylleales
      - Rhizophorales

    - Superordre Rosanae
      - Chrysobalanales
      - Crossomatales
      - Rosales

    - Rutanae
      - Burserales
      - Connarales
      - Coriariales
      - Leitneriales
      - Rutales
      - Sabiales
      - Sapindales
      - Tropaeolales

    - Superordre Santalanae
      - Medusandrales
      - Santalales

    - Superordre Saxifraganae
      - Cephalotales
      - Cunoniales
      - Francoales
      - Greyiales
      - Gunnerales
      - Haloragales
      - Podostemales
      - Saxifragales

    - Superordre Vitanae
      - Vitales

  - Subclasse Nymphaeidae
    - Superordre Nymphaeanae
      - Hydropeltidales
      - Nymphaeales

    - Superordre Ceratophyllanae
      - Ceratophyllales

## Principals publicacions
- A. Takhtadjan. A system and phylogeny of the flowering plants, en rus, 1967.
- A. Takhtadjan. Flowering plants: origin and dispersal, 1969, traduït del rus per C. Jeffrey.
- A. Takhtadjan «Outline of the classification of flowering plants (Magnoliophya)». Botanical Review, 46, 3, 1980, pàg. 225–359. DOI: 10.1007/BF02861558.
- A. Takhtadjan. Flowering plants, 2nd ed., 2009.